# Giorgio Francia
Pour les articles homonymes, voir Francia.
Pas d'image ? Cliquez ici
Giorgio Francia (né le 8 novembre 1947, à Bologne, en Émilie-Romagne) est un ancien pilote italien. Il a été champion d'Allemagne de Formule 3 en 1974.

## Biographie
Ayant débuté par le karting, Giorgio Francia passe à la monoplace via la Formule Italia. Il débute en Formule 3 en Grande-Bretagne et termine 4e du Grand Prix de Monaco de Formule 3 en 1973.
En 1974, il remporte le championnat d'Allemagne de la spécialité avant de passer à la Formule 2 l'année suivante où il se classe 8e en 1976 et 24e en 1977. En 1977, il devient pilote d'usine Osella dans le championnat du monde des marques. Il devient ensuite pilote-essayeur pour le groupe Fiat et pilote  pour Alfa Romeo. Il termine 4e aux 24 Heures de Spa et 2e de sa catégorie. Au Grand Prix d'Italie, il est appelé comme troisième pilote Brabham mais il ne signe que le 34e et dernier temps à plus de 11 secondes de la pole position et à 10 secondes de la première Brabham, celle de Hans-Joachim Stuck. 
Il retourne en sports-protypes l'année suivante, en Interseries ou en championnat du monde et parallèlement dispute le championnat d'Europe de tourisme où il remporte une victoire au Mugello en catégorie 2 litres. En 1979 il s'impose dans la Coppa Florio.
En 1979, il commence sa longue collaboration avec Lella Lombardi : trois victoires au général et cinq victoires de classe entre 1979 et 1981. Il tente, une nouvelle fois, de se qualifier au Grand Prix d'Espagne sur Osella mais il est une nouvelle fois dernier et rate sa qualification.
En 1981, il gagne les 6 Heures de Mugello avec Lella Lombardi (après celles de Vallelunga en 1979, encore gagnées en 1980 mais cette fois avec Roberto Marazzi (pl)), puis en 1982 il remporte les 1 000 kilomètres de Monza avec Henri Pescarolo, sur Rondeau, sa dernière victoire en Sport Prototypes. Il termine également 3e des 9 Heures de Kyalami avec Bob Wollek, sur une Porsche 936 du Joest Racing. Il court alors exclusivement en tourisme pendant treize autres saisons.

## Résultats en championnat du monde de Formule 1
| Saison | Écurie               | Châssis | Moteur               | Pneus    | GP disputés | Points | Classement |
| ------ | -------------------- | ------- | -------------------- | -------- | ----------- | ------ | ---------- |
| 1977   | Martini Racing       | BT45B   | Alfa Romeo 12 à plat | Goodyear | 1 nq        | 0      | n.c        |
| 1981   | Osella Squadra Corse | FA1B    | Cosworth V8          | Michelin | 1 nq        | 0      | n.c        |